# Ever Dream
«Ever Dream» — сингл финской симфо-метал-группы Nightwish из альбома Century Child. Распространялся только на территории Финляндии лейблом Spinefarm Records.

## Список композиций
1. «Ever Dream»
2. «The Phantom of the Opera»
3. «The Wayfarer»

## Чарты
Финляндия — 1

## Участники
- Туомас Холопайнен — композитор, клавишные
- Эмппу Вуоринен — гитара
- Юкка Невалайнен — ударные
- Тарья Турунен — вокал
- Марко Хиетала — бас-гитара, вокал